# Fölene kyrka
Fölene kyrka är en kyrkobyggnad i Herrljunga kommun. Den tillhör sedan 2021 Herrljungabygdens församling (tidigare Fölene församling) i Skara stift. 

## Kyrkobyggnaden
Kyrkan ligger i ett öppet jordbrukslandskap norr om Nossan. Den har medeltida ursprung och de äldsta delarna (långhusets mitt) är troligen från 1100-talet eller tidiga 1200-talet. Faserna har vit spritputs. Kyrkan har sadeltak med rött enkupigt tegel, förutom torntaket som är täckt med sågade spån. Senare ombyggnad och tillbyggnader under 1600-talet och 1700-talet försåg kyrkan med tresidigt avslutat kor, sakristia, vapenhus, läktare och ett litet klocktorn i trä (1710). Ett lågt torn av trä i väster tillkom på 1700-talet och ersatte en tidigare klockstapel på kyrkogården. En äldre port åt söder har satts igen någon gång på 1600-talet och omkring samma tid öppnades en ny port åt väster. Exteriören har därefter inte förändrats nämnvärt. Åren 1946-1949 var genomgick kyrkan en omfattande restaurering där grunden, särskilt under sakristian och koret förstärktes. Vidare monterades nytt golv och nytt innertak samt en elektrisk värmeanordning. Kyrkorummet har bibehållit sin barockprägel. 
Invid kyrkogården finns bevarade kyrkstallar.

## Inventarier
- Dopfunten av sandsten med flätornamentik är sannolikt från 1200-talet eller möjligen 1100-talet.
- Altaruppsatsen i skuret trä tillkom 1713 och renoverades 1936.
- Predikstolen från 1600-talet fick 1741 ett rikt snidat ljudtak utfört av Michael Schmidt. Den har fyllningar med målade blomsterurnor och renoverades 1936.
- I tornet finns endast en kyrkklockan gjuten 1861.

### Orgel
- Före 1950 användes ett harmonium i kyrkan.
- 1950 byggde Tostareds Kyrkorgelfabrik, Tostared en orgel med 7 stämmor.
- Den nuvarande orgeln på västra läktaren har åtta stämmor fördelade på två manualer och pedal. Den är byggd av Tostareds Kyrkorgelfabrik, Tostared och installerades 1980. Även fasaden är nytillverkad.[1] Orgeln är mekanisk.

| Huvudverk I         | Svällverk II      | Pedal      | Koppel |
| Rörflöjt 8'         | Spetsflöjt 8´     | Subbas 16´ | I/P    |
| Principal 4'        | Gedaktflöjt 4'    |            | II/P   |
| Blockflöjt 2'       | Principal 2'      |            | II/I   |
| Sesquialtera 2 chor | Tremulant         |            |        |
|                     | Crescendosvällare |            |        |

## Bilder

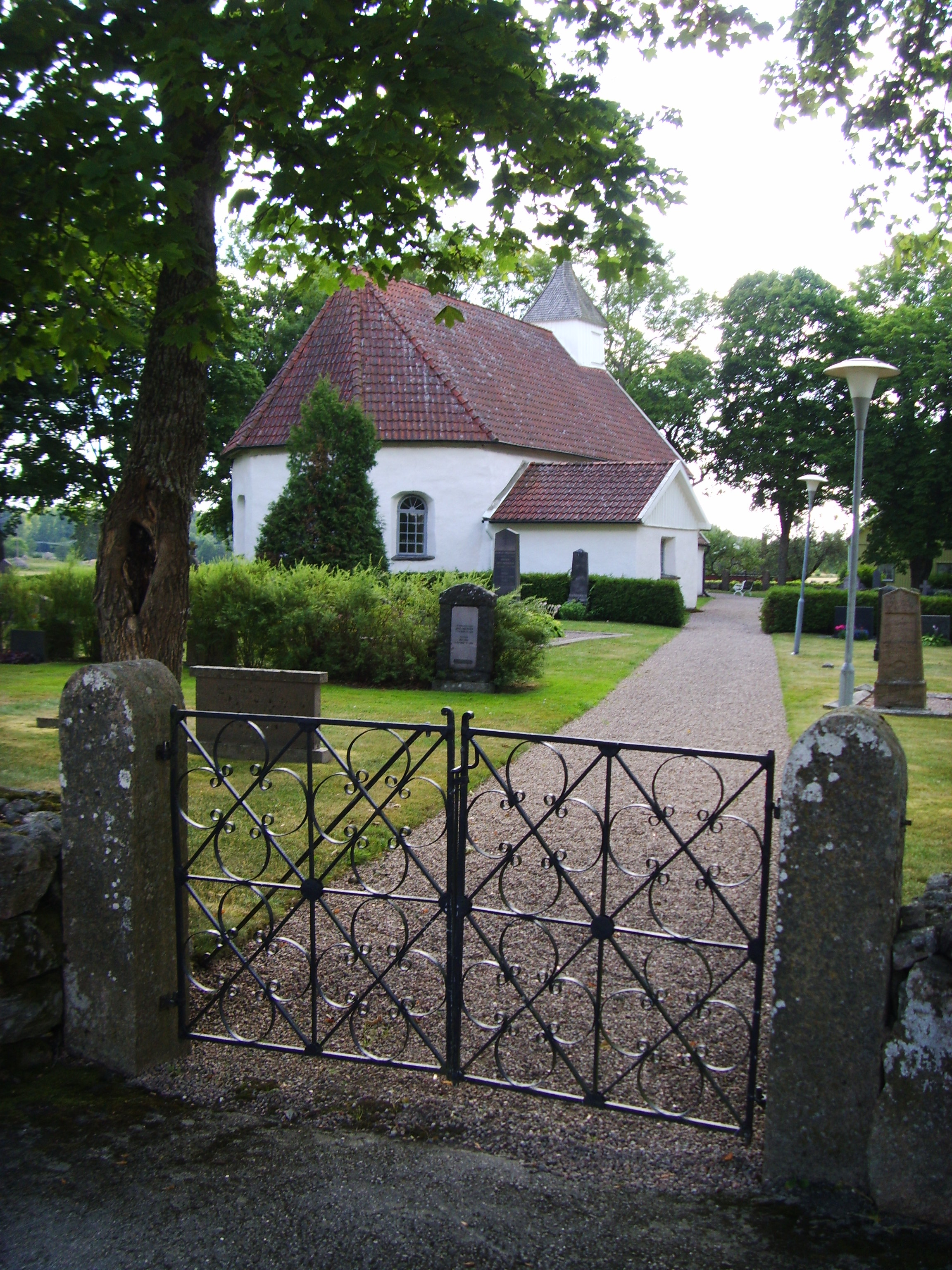
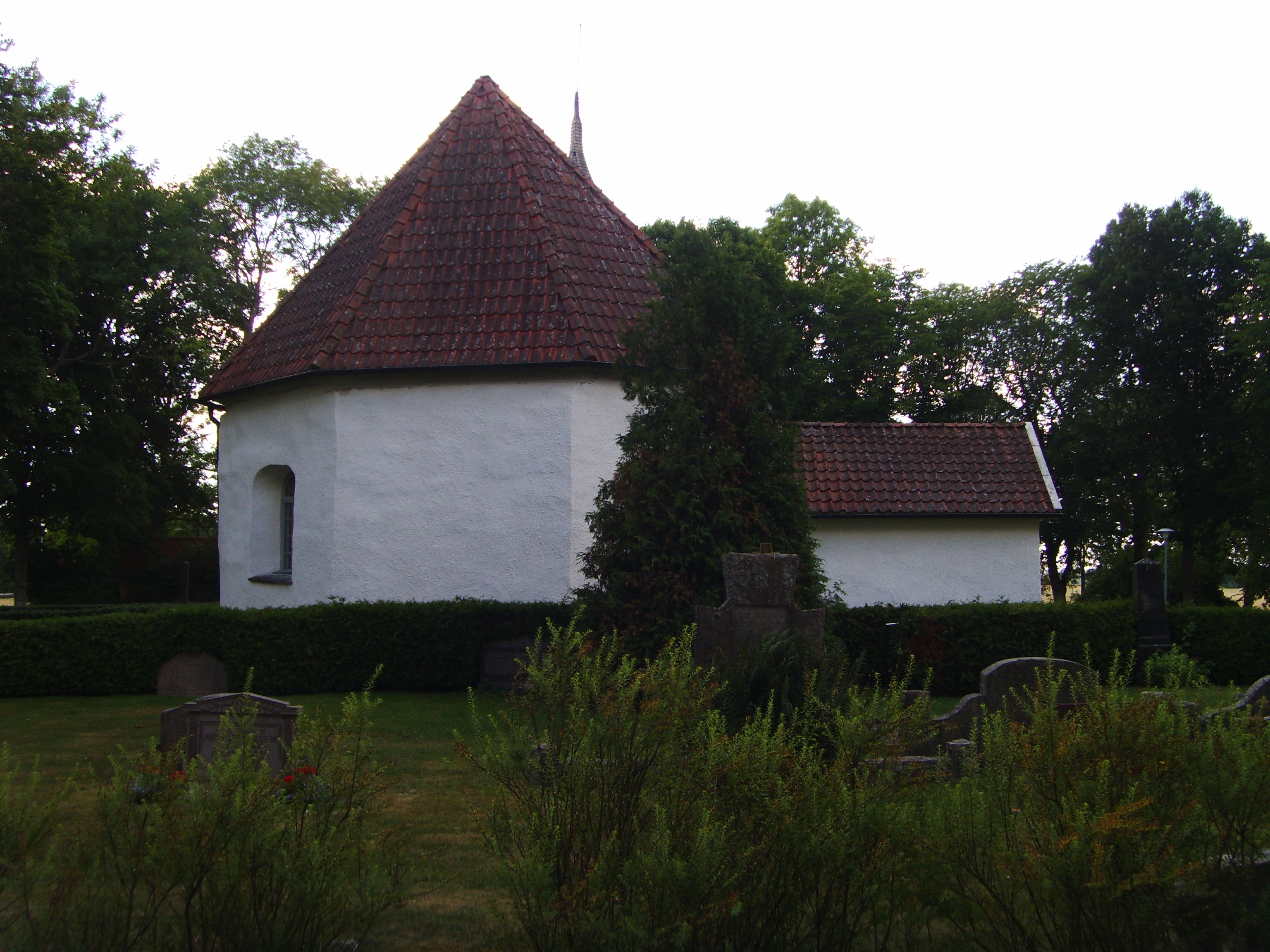
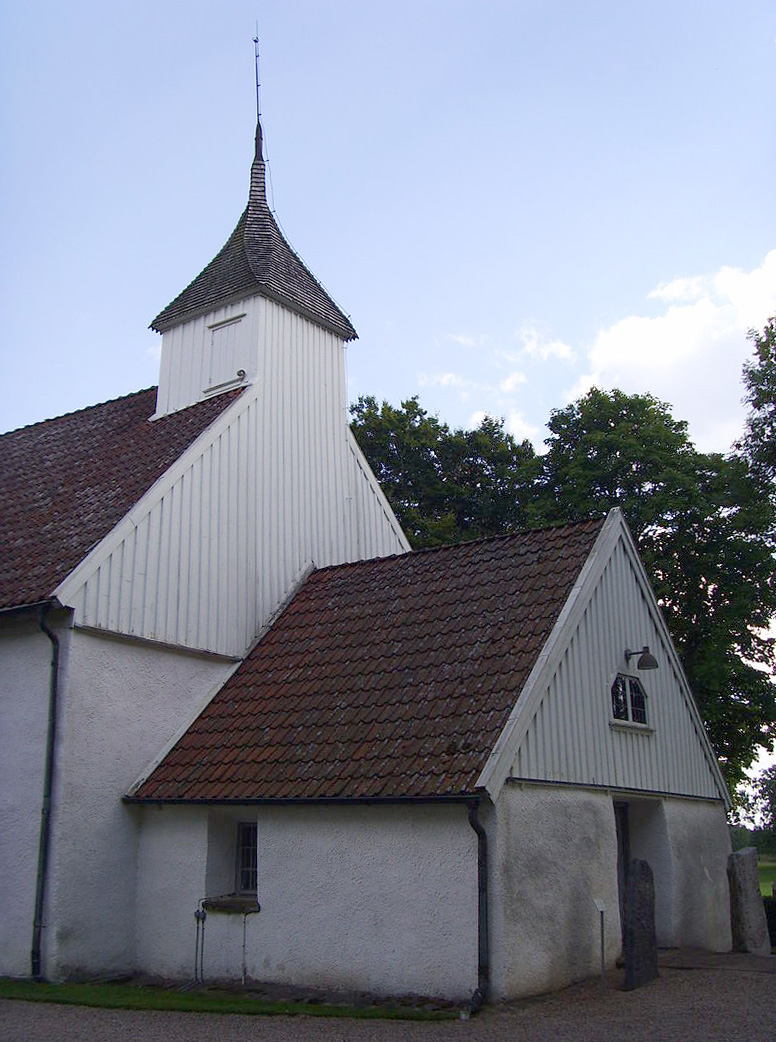
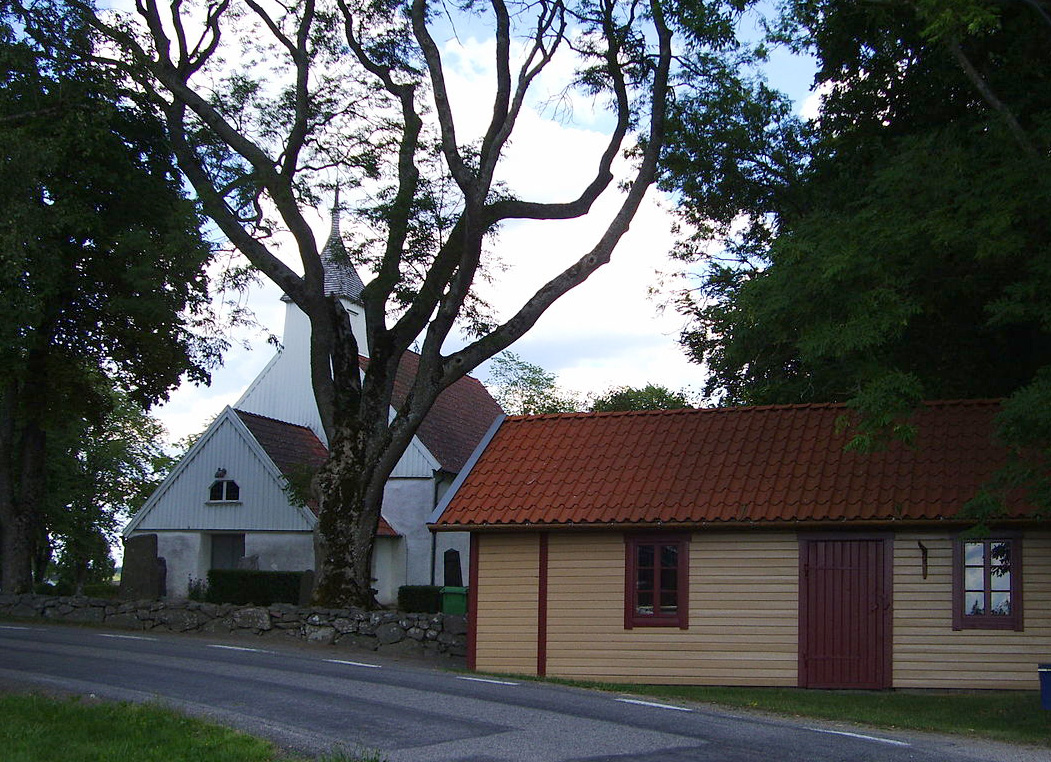
Kyrkstallarna